# Andrea Kluitmann
Andrea Kluitmann (* 1966) ist eine deutsche Literaturübersetzerin.

## Leben
Kluitmann studierte Germanistik, Filmwissenschaft und Kinderpsychiatrie an der Universität Bochum und in Amsterdam; sie schloss dieses Studium 1992 mit dem Magistergrad ab. Sie lebt heute in Amsterdam und ist als freie Übersetzerin, Moderatorin und Journalistin tätig.
Kluitmann übersetzt erzählende Literatur, vorwiegend für Kinder und Jugendliche, aus dem Niederländischen ins Deutsche. Das von ihr übersetzte Werk „Wir retten Leben, sagt mein Vater“ von Do Van Ranst wurde 2007 mit dem Deutschen Jugendliteraturpreis ausgezeichnet; 2017 erhielt Kluitmann zusammen mit der Autorin Anna Woltz den Katholischen Kinder- und Jugendbuchpreis sowie die Silberne Feder für ihre Übersetzung von Gips oder Wie ich an einem einzigen Tag die Welt reparierte; das Buch und seine Übersetzung waren im November 2016 bereits mit dem Luchs des Monats ausgezeichnet worden. 2023 wurde ihr für die Übersetzung Nächte im Tunnel der niederländischen Autorin Anna Woltz gemeinsam mit der Autorin der Gustav-Heinemann-Friedenspreis für Kinder- und Jugendbücher der nordrhein-westfälischen Landesregierung zuerkannt.
Sie ist Mitglied im Verband deutschsprachiger Übersetzer literarischer und wissenschaftlicher Werke, VdÜ.

## Übersetzungen ins Deutsche (Auswahl)
- Gerbrand Bakker: Birnbäume blühen weiß. Düsseldorf 2001
- Brecht Evens: Die Amateure. Berlin 2013
- Brecht Evens: An einem anderen Ort. Berlin 2015
- Brecht Evens: Panter. Berlin 2016
- Arnon Grunberg: Muttermale. (Übers. gemeinsam mit Rainer Kersten). Köln 2016
- Hella Haasse: Das indonesische Geheimnis (Übers. gemeinsam mit Birgit Erdmann). Berlin 2015
- Enne Koens: Ich bin Vincent und ich habe keine Angst. Hildesheim 2019
- Anna Woltz: Gips oder Wie ich an einem einzigen Tag die Welt reparierte. Hamburg 2016
- Anna Woltz: Nächte im Tunnel (De Tunnel). Hamburg 2022